# Fernando Guatieri
Fernando Guatieri (n. 17 de diciembre de 1970, Buenos Aires) fue un jugador italo-argentino de rugby que jugó como pilar. Actualmente es uno de los asistentes del técnico de la Selección de rugby de Argentina, Daniel Hourcade.
En noviembre de 2004, fue seleccionado por los Barbarians franceses para jugar contra el Australia en el Estadio Jean-Bouin de París.

## Clubes
| País               | Club                | Temporada/s |
| ------------------ | ------------------- | ----------- |
| Bandera de Italia  | Piacenza (Piacenza) | -2000       |
| Bandera de Francia | CA Bègles-Bordeaux  | 2000-2002   |
| Bandera de Francia | Section Paloise     | 2002-2006   |
| Bandera de Francia | Tarbes Pirineos     | 2006        |

## Premios
- Italia A en 2001 (Inglaterra A);

- Barbarians en 2004 (Australia A).[2]